# 切特·奥布琼
小切斯特·J·奥布琼（英語：Chester J. Aubuchon Jr.，1916年5月8日—2005年4月14日），美国NBA联盟职业篮球运动员。毕业于密歇根州立大学，效力于底特律猎鹰队，在美国职业篮球联赛中共出场30次。